# Fokker D.XVII
Pour les articles homonymes, voir D17 (homonymie).
Le Fokker D.XVII est un biplan néerlandais de l'entre-deux-guerres créé par Fokker. Le 18 janvier 1938, piloté par le Luitenant René Wittert van Hoogland, le Fokker D.XVII, immatriculé 210, a battu un record d'altitude en grimpant à plus de 10 180 mètres. Bien que de nombreux pilotes ont noté qu'il était un bon avion, il a subi plusieurs revers et de nombreux problèmes résultant à de nombreux accidents, la plupart d'entre eux lors du décollage ou à l'atterrissage, lorsque l'avion capotait.
En mai 1939, l'avion a été considéré comme obsolète et utilisé comme aéronef de formation des pilotes de chasse à l'école de pilotage de LVA.
Le D.XVII a très peu participé au combat lors de la bataille des Pays-Bas, et quand les Néerlandais se rendirent au Allemands, les autres appareils furent brûlés.

## Sources
- (en) Cet article est partiellement ou en totalité issu de l’article de Wikipédia en anglais intitulé « Fokker D.XVII » (voir la liste des auteurs).